# Prešovský kraj (1948–1960)
Prešovský kraj (slovensky Prešovský kraj) byl správní celek v Československu, který existoval v letech 1948–1960. Jeho centrem byl Prešov. Kraj měl rozlohu 8 428 km².
Vznikl na východním Slovensku dne 24. prosince 1948 na základě zákona o krajském zřízení, podle kterého bylo k 31. prosinci 1948 zrušeno zemské zřízení. Krajský národní výbor byl zřízen k 1. lednu 1949. Prešovský kraj se v roce 1955 členil na 15 okresů. Kraj byl zrušen k 30. červnu 1960 zákonem o územním členění státu, podle kterého vznikly nové kraje. Území Prešovského kraje bylo tehdy zahrnuto do Východoslovenského kraje.